# Дассендорф
Дассендорф (нім. Dassendorf) — громада в Німеччині, розташована в землі Шлезвіг-Гольштейн. Входить до складу району Герцогство Лауенбург. Складова частина об'єднання громад Гое-Ельбгест.
Площа — 7,95 км2. Населення становить 3390 ос. (станом на 31 грудня 2020).

## Галерея

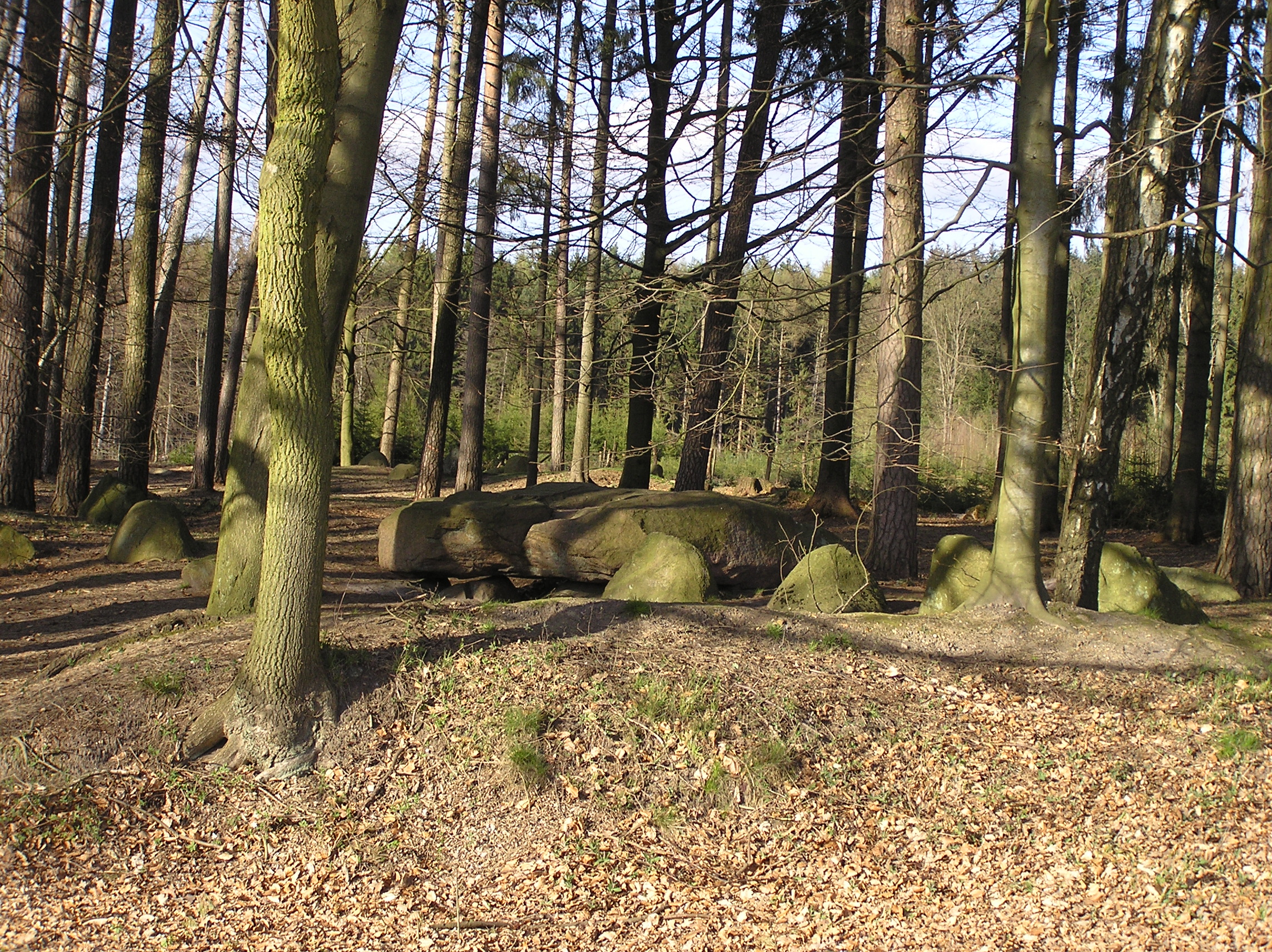
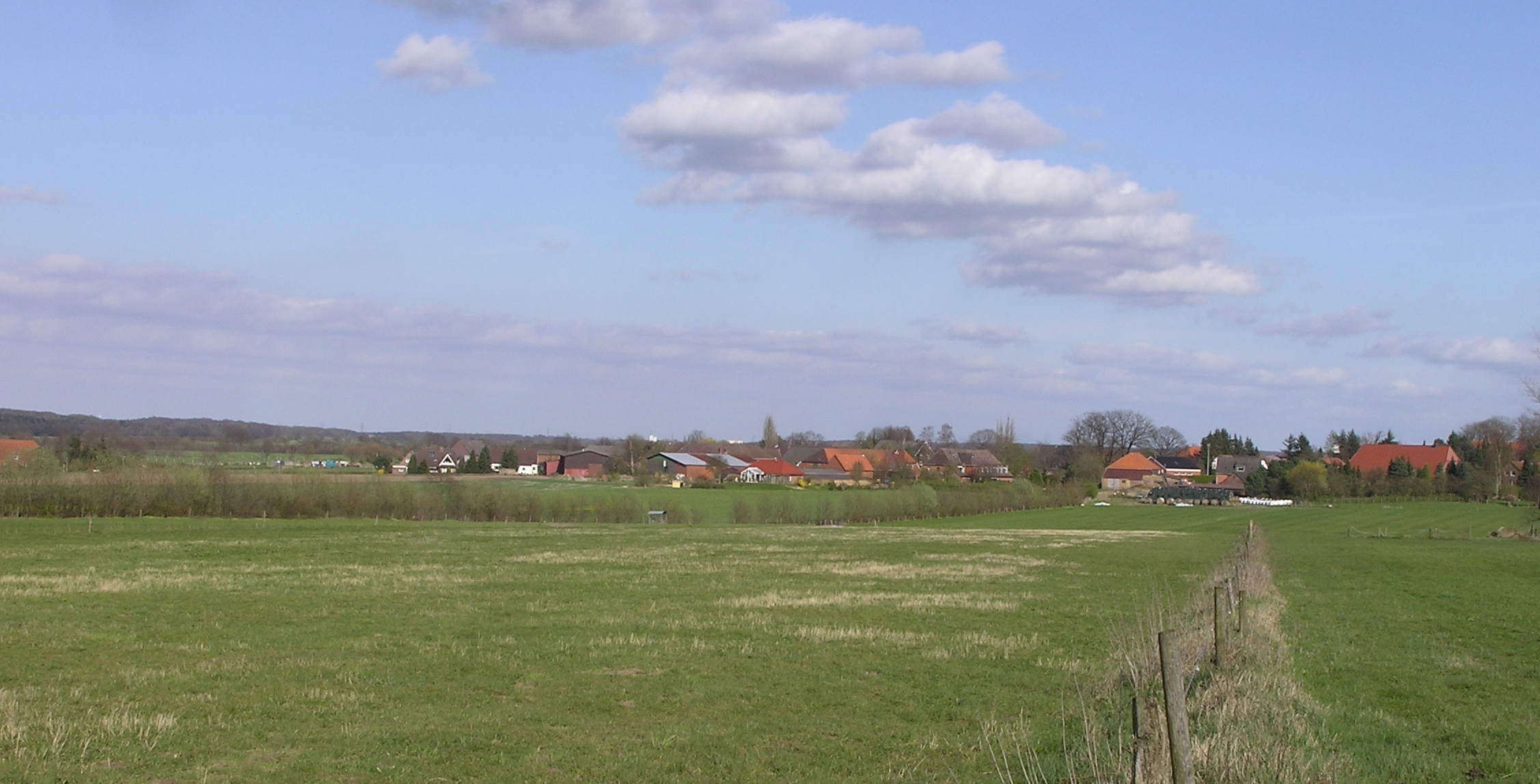